# Aspindsa

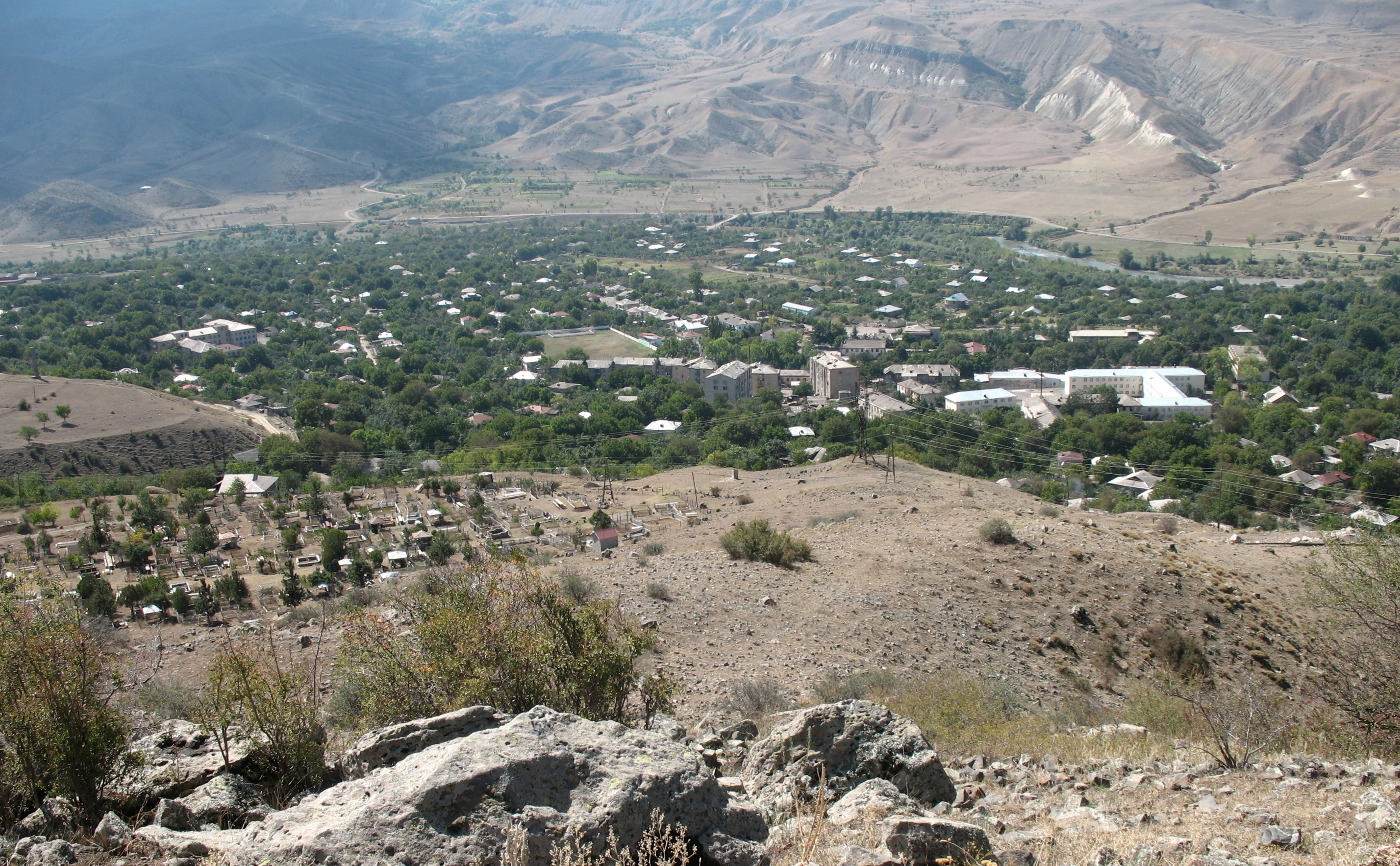
Aspindza

Aspindsa (georgisch ასპინძა) ist ein Daba (Minderstadt) in der georgischen Verwaltungsregion Samzche-Dschawachetien.

## Geografie
Aspindsa liegt in 1090 m Höhe am Fluss Kura 34 Kilometer südöstlich Stadt Achalziche. Sie hat 2793 Einwohner (2014). Aspindsa ist Verwaltungszentrum der Munizipalität Aspindsa.

## Geschichte
Das Wort „Aspindsa“ leitet sich von einem persischen Wort „اسب انداز“ ab, was „ein Ort zum Ausruhen“ bedeutet. Als Gründungsjahr der Stadt gilt 888, wie Leonti Mroweli (georgisch ლეონტი მროველი) erzählt:

„Nasra wurde in der Nähe von Samtskhe gefangen und im Jahr 888 von Aspindsa getötet“

Ende des 16. Jahrhunderts wurde Aspindsa von den osmanischen Türken erobert. Laut ihrer Zählung war „Aspindsa ein großes Dorf, das aus 50 Familien mit Gärten und Obstgärten bestand“. Das Dorf wird in der Chronik von Sumbat Davitisdze (georgisch სუმბატ დავითის ძე) und Vakhushti (georgisch ვახუშტი) erwähnt.
Im Jahr 1770 fand vor Aspindse eine Schlacht zwischen den vereinigten Truppen der Türken und der Awaren unter der Führung von Malachil Unzukul und der georgischen Armee von Erekle II. statt.